# 周秀华 (1946年)
周秀华（1946年10月—），女，上海人，中华人民共和国政治人物、外交官。

## 生平
2002年，接替时延春，担任中华人民共和国驻叙利亚大使。2007年，由李华新接任。